# Мужская сборная Великобритании по флорболу
Мужская национальная сборная Великобритании по флорболу — представляет Великобританию на международных соревнованиях по флорболу. Управляющей организацией является Федерация флорбола Великобритании (англ. United Kingdom Floorball Federation).

## Результаты выступлений

### Чемпионаты мира
| Год        | Победы         | Ничьи          | Поражения      | Место          |
| ---------- | -------------- | -------------- | -------------- | -------------- |
| 1996—1998  | не участвовали | не участвовали | не участвовали | не участвовали |
| 2000       | 2              | 1              | 1              | 13             |
| 2002       | 2              | 1              | 2              | 18             |
| 2004       | 2              | 0              | 3              | 16             |
| 2006       | 2              | 0              | 3              | 19             |
| 2008       | 0              | 0              | 5              | 20             |
| 2010—н. в. | не участвовали | не участвовали | не участвовали | не участвовали |